# Sethlans
Sethlans va ser, segons la mitologia etrusca, el déu del foc, de la farga, de la metal·lúrgia i per extensió de l'artesania.
Era l'equivalent, encara que els seus noms no comparteixin l'etimologia, al grec Hefest, a l'egipci Ptah i al romà Vulcà. Sethlans és un dels déus etruscs indígenes. A les representacions etrusques, Sethlans s'identifica per les seves eines, el martell i les tenalles de ferrer, i pel pili o gorra cònica que porta.
No hi ha notícies d'un culte a Sethlans. Però es creu que com que Populònia basava la seva economia en la metal·lúrgia i va emetre monedes amb la representació del déu, segurament en aquesta ciutat se li prestava un culte especial.